# Lučki Dedec
Il Lučki Dedec con 2.023 m s.l.m. è una cima delle Alpi di Kamnik e della Savinja della sezione Alpi di Carinzia e di Slovenia.